# سیمون آندره آ گانز
سیمون آندره آ گانز (ایتالیایی: Simone Andrea Ganz؛ زادهٔ ۲۱ سپتامبر ۱۹۹۳) بازیکن فوتبال اهل ایتالیا است.

## باشگاهی
از باشگاه‌هایی که در آن بازی کرده‌است می‌توان به باشگاه فوتبال هلاس ورونا، باشگاه فوتبال آسکولی، باشگاه فوتبال آ.ث. میلان، باشگاه فوتبال یوونتوس، باشگاه فوتبال آ. ث. لومتزانه، باشگاه فوتبال دلفینو پسکارا، و باشگاه فوتبال کومو اشاره کرد.

## تیم ملی
وی همچنین در تیم ملی فوتبال زیر ۱۹ سال ایتالیا بازی کرده‌است.